# Cecrope
Cecrope (in greco antico: Κέκροψ?, Kèkrops) è considerato il primo mitico re di Atene o il secondo, che avrebbe governato per 50 anni.

## Genealogia
Sposò Aglauro, figlia di Atteo, dalla quale nacquero le figlie Aglauro, Erse e Pandroso e fu padre anche del maschio Erisittone che non ebbe figli.

## Mitologia
Nacque dal suolo (alcune versioni dicono dal seme di Efesto che cercava di sedurre Atena) e mutò il nome alla sua terra da Atte o Attice a Cecropia. Era rappresentato come una sorta di uomo rettile, metà uomo e metà serpente, poiché nell'antichità il serpente era uno dei simboli della terra.
Secondo un'altra versione, nacque a Saida in Egitto. Alla testa di una colonia di egizi approdò nell'Attica 400 anni avanti la caduta di Troia, dove sposò Agraulo, figlia di Atteo e primo re di Atene, che lo adottò per suo successore. Gli abitanti dell'Attica vivevano nei boschi come selvaggi; Cecrope li sottomise e li trasse fuori dalle foreste.

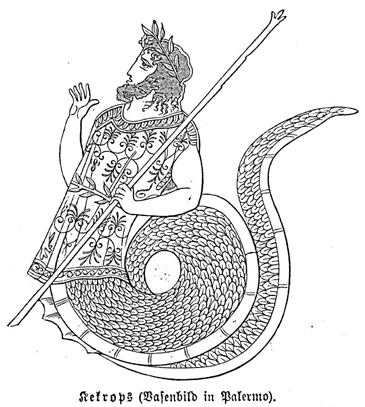
Rappresentazione di Cecrope

Secondo Filocoro, Cecrope riunì gli abitanti originari dell'Attica e li organizzò in una dodecapoli costituita da Cecropia, Tetrapoli, Epacria, Decelea, Eleusi, Afidna, Torico, Braurone, Citero, Sfetto, Cefisia e Falero; condusse un censimento in cui ogni abitante dovette portare una pietra (contando le pietre si sarebbe poi saputo il numero degli abitanti).
Costruì il castello di Cecropia sull'Acropoli ed introdusse il matrimonio, le prime istituzioni statali e il diritto di proprietà. Sempre a Cecrope è attribuita l'introduzione del sacrificio incruento, della scrittura, della sepoltura dei morti e del culto di Crono e Rea. Introdusse in Grecia il culto delle principali deità e specialmente di Zeus e di Atena. 
Cecrope morì dopo un regno di 50 anni; il suo successore fu l'ateniese chiamato Cranao.
Fu testimone o arbitro nella disputa tra Poseidone e Atena per il possesso dell'Attica, vinta dalla dea che aveva piantato un ulivo nell'area in seguito occupata dal Pandroseion.
Ebbe un culto sull'Acropoli (un antro o una tomba), il cui sacerdote apparteneva al ghenos degli Aminandridi.